# سالوادور ریس مونتئون
سالوادور ریس مونتئون (اسپانیایی: Salvador Reyes Monteón‎; ۲۰ سپتامبر ۱۹۳۶ – ۲۹ دسامبر ۲۰۱۲) بازیکن فوتبال اهل مکزیک بود.
از باشگاه‌هایی که در آن بازی کرده‌است می‌توان به باشگاه فوتبال گوادالاخارا اشاره کرد.
وی همچنین در تیم ملی فوتبال مکزیک بازی کرده‌است.